# Ponte di Chollerford
Chollerford Bridge è un ponte in pietra che ha sostituito un precedente ponte medievale che attraversava il fiume North Tyne  a Chollerford, Northumberland, Inghilterra. È un edificio di interesse storico culturale di II grado.
Fu costruito nel 1785 da Robert Mylne dopo che il ponte precedente fu spazzato via dalle grandi inondazioni del 1771.